# Hiroyuki Asada
Hiroyuki Asada (浅田 弘幸, Asada Hiroyuki, * 15. Februar 1968 in Yokohama, Kanagawa) ist ein japanischer Mangaka. Asada ist vor allem für seine Fantasy-Serie Letter Bee bekannt, die auch auf Deutsch erschien.
Seine erste Kurzgeschichte, Hades, veröffentlichte Hiroyuki Asada 1986 im Magazin Shōnen Jump. Seine erste Serie mit Länge eines Sammelbandes erschien ab 1989 unter dem Namen Bad da ne Yoshio-kun!. Asada war lange Zeit Mitarbeiter des Magazins Gekkan Shōnen Jump bis zu dessen Einstellung im Juni 2007. Nachdem Letter Bee 2015 im Magazin Jump Square abgeschlossen wurde, war Asada als Charakterdesigner für die Anime-Serien Cheer Boys!! (2016), Akanesasu Shōjo (2018) und Dororo (2019) tätig.

## Bibliografie
- Hades  (1986)
- Bad da ne Yoshio-kun! (1989, 1 Band)
- Minto (1991, 2 Bände)
- Renka (1994, 1 Band)
- Lust For Life in Adidas Manga Fever (2002, gemeinsam mit Sho-u Tajima und Takeshi Obata)
- I'll (1995–2004, 14 Bände)
- Pez (2004–2008, 1 Band)
- Letter Bee (2006–2015, 20 Bände)

2011 erschienen zu Asadas 25-jähriger Tätigkeit für Shūeisha bei dem Verlag zwei Artbooks: Tegami Bachi Illustrations: Shine und Hiroyuki Asada Illustrations: Water mit Illustrationen zu seiner Serie Letter Bee beziehungsweise zu seinen weiteren Werken, darunter insbesondere I'll, sowie Asadas Interpretationen literarischer Klassiker in Form von Illustrationen.